# Glossodoris gregorius
Glossodoris gregorius is een slakkensoort uit de familie van de Chromodorididae. De wetenschappelijke naam van de soort is voor het eerst geldig gepubliceerd in 1986 door Rudman.